# 廿日市さくらバス

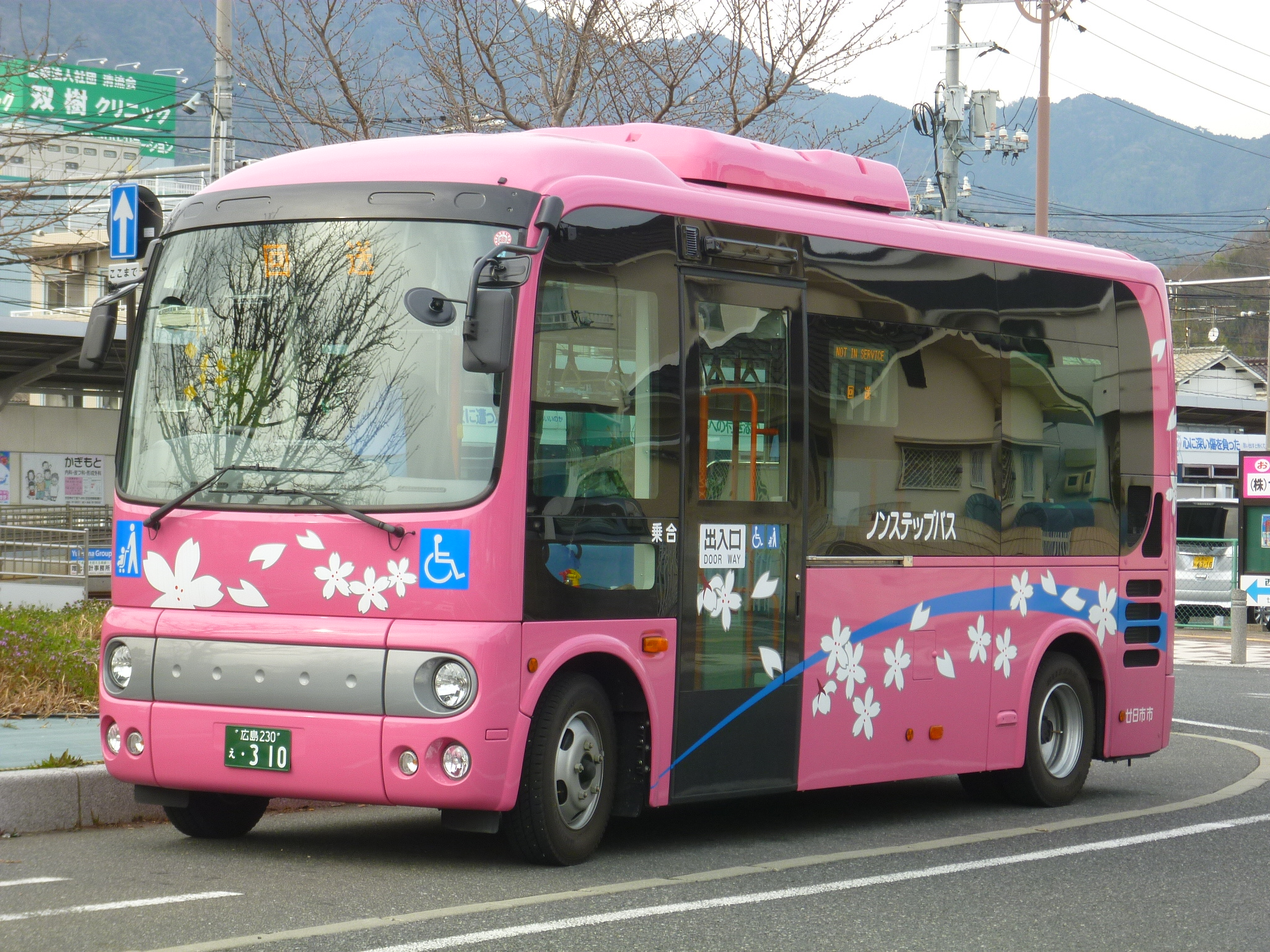
廿日市さくらバスの車両
日野・ポンチョ

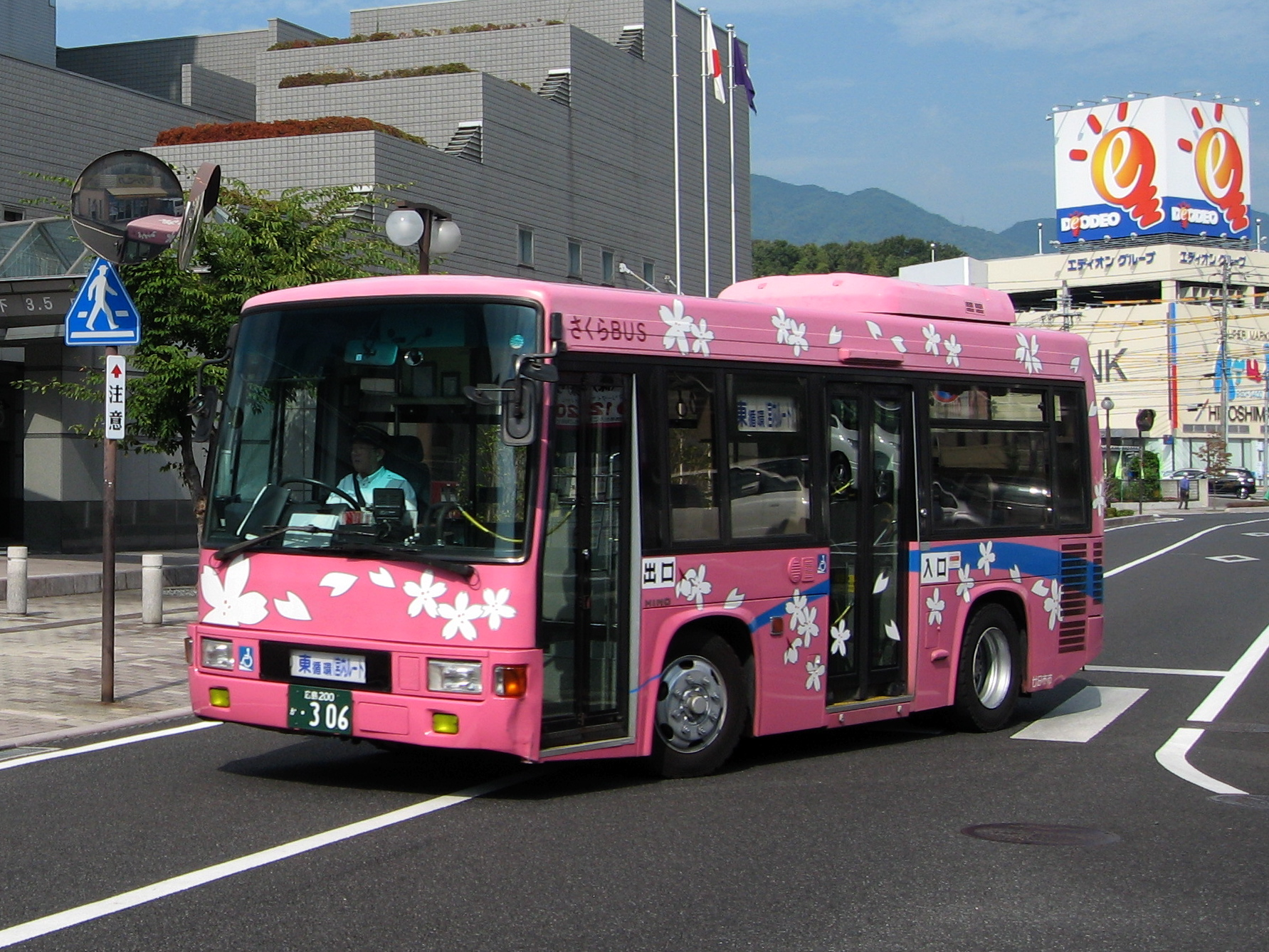
廿日市さくらバスの車両
日野・レインボーHR

廿日市さくらバス（はつかいちさくらバス）は、広島県廿日市市が運行するコミュニティバス・デマンド型交通の愛称である。2001年（平成13年）5月1日運行開始。
愛称は廿日市市の木である桜にちなんだもので、2000年（平成12年）10月2日から11月30日まで県内で公募して決定した。車両のラッピングも桜柄となっている。
なお「廿日市さくらバス」は、廿日市地区・佐伯地区・吉和地区のコミュニティバスのみを指す愛称である。廿日市市のコミュニティバスには、この他に大野地区（旧大野町域）で運行される「おおのハートバス」がある。市では「廿日市さくらバス」と「おおのハートバス」を総称して「廿日市市自主運行バス」と称している。おおのハートバスについては、当該記事を参照のこと。

## 概要
廿日市市では、2010年（平成22年）3月25日に「廿日市市公共交通協議会」を設置した。その後、交通政策基本法の制定（2013年12月4日施行）に基づき「地域公共交通計画」が定められ、その後の地域公共交通の活性化及び再生に関する法律改正により、従来の「廿日市市地域公共交通網形成計画」は「廿日市市地域公共交通計画」とされた。市の策定した地域公共交通計画に基づき、持続可能な公共交通の維持確保が図られている。
現在の廿日市市は、平成の大合併以前の旧市町村（旧廿日市市、旧佐伯町、旧吉和村、旧大野町）ごとに地域の性格が異なることから、コミュニティバスも旧市町村地域ごとに運行される。
「廿日市さくらバス」は、旧廿日市市域の路線名でもあるが、廿日市地区・佐伯地区・吉和地区のコミュニティバス・デマンドバス全体を指す呼称でもある。
廿日市さくらバス
- 廿日市地区（旧廿日市市域）-「廿日市さくらバス」
- 佐伯地区（旧佐伯町域）-「佐伯さくらバス」「佐伯デマンドバス」
- 吉和地区（旧吉和村域）-「吉和さくらバス」「吉和デマンドバス」

おおのハートバス
- 大野地区（旧大野町域）-「おおのハートバス」

「廿日市さくらバス」のバス停留所には桜のマークが描かれているが、既存のものを使用している停留場もある。廿日市さくらバス（原ルート）・佐伯さくらバス・佐伯デマンドバス・吉和さくらバスの路線は、かつて広電バス（広島電鉄）の路線であった廃止代替バスであり、一部の停留所は広電時代のものがそのまま使われている。

### 運行受託事業者
- 廿日市さくらバス
  - 阿品台ルート、宮内ルート - 廿日市カープタクシー
  - 原ルート、佐方ルート - 廿日市交通
- 佐伯さくらバス
  - 玖島線 - 佐伯交通
  - 浅原線 - 津田交通
- 佐伯デマンドバス
  - 玖島・友和線・所山線 - 佐伯交通
  - 浅原線・飯山・中道線 - 津田交通
- 吉和さくらバス - 津田交通
- 吉和デマンドバス - 津田交通

## 沿革
- 2000年（平成12年）
  - 10月1日：現在の廿日市さくらバスの前身となる試験運行を開始（車両は広電バスの小型路線車を使用）。
  - 試験運行当初の路線名称は「東線」「西内線」「西外線」であった。東線は現在の佐方ルート、西内回り線は現在の宮内ルート、西外回り線は現在の西循環線として、いずれも引き継がれている。
  - 10月2日 - 11月30日：市が県内でコミュニティバスの愛称を公募[1]。
- 2001年（平成13年）
  - 5月1日：廿日市さくらバスの運行を開始。
- 2004年（平成16年）
  - 9月1日：吉和さくらバス（現在の吉和デマンドバス）の運行を開始。
- 2006年（平成18年）
  - 6月2日：廿日市さくらバス、広島電鉄宮島線の廿日市市役所前（平良）駅への乗り入れを開始。同時にバスカードの利用が可能となる。
- 2007年（平成19年）
  - 4月1日：廿日市さくらバス西循環線が広電阿品駅・ナタリーマリナタウンへの乗り入れを開始。
- 2010年（平成22年）
  - 3月25日：廿日市市公共交通協議会を設置[4]。
  - 5月1日：廿日市さくらバス東循環線宮内ルートに「キラキラ公園停留所」を新設。
- 2011年（平成23年）
  - 3月31日：廿日市さくらバスでバスカードの利用を終了。
  - 12月1日：吉和さくらバス、運行形態をコミュニティバスからデマンド交通に変更。
- 2013年（平成25年）
  - 12月2日：廿日市さくらバス、新ルートでの実証運行を開始。運賃を値上げ。
- 2014年（平成26年）
  - 8月25日：廿日市さくらバスでダイヤ改正、「のりのりキャンペーン」を開始。
- 2015年（平成27年）
  - 4月1日：廿日市さくらバス、「のりのりキャンペーン」の期間を延長。
  - 6月29日：廿日市さくらバス、ゆめタウン廿日市への乗り入れを開始。実証運行開始により中止されていた東循環線宮内ルートの「JA広島総合病院」乗り入れを再開。西循環線の運賃を値下げ。
  - 10月1日：廿日市さくらバス、「のりのりキャンペーン」の期間を再延長。
- 2016年（平成28年）
  - 9月30日：廿日市さくらバス、「のりのりキャンペーン」を終了。
- 2019年（平成31年・令和元年）
  - 1月28日：佐伯さくらバス・吉和さくらバスの運行を開始。
- 2020年（令和2年）
  - 3月29日：広電バス「原・川末線」の廃止に伴い、廿日市さくらバス原ルートを運行開始。廿日市交通に運行委託[7]。
  - 3月29日：廿日市さくらバス西循環線でダイヤ改正、ルート一部変更。
  - 3月29日：廿日市さくらバス東循環線で、佐方ルートと宮内ルートを分割。どちらもルートを一部変更し、ダイヤ改正。
  - 3月29日：廿日市さくらバスでPASPYの導入開始[8]。
  - 3月29日：佐伯さくらバス・吉和さくらバスでダイヤ改正。
- 2021年（令和3年)
  - 4月1日：吉和デマンドバスの運行事業者が、津田交通からNPO法人ほっと吉和へ変更[9]。
  - 10月1日：廿日市さくらバス・佐方ルートの運行事業者が、広電バスから原ルートと同じ廿日市交通へ変更[10]。
  - 10月1日：廿日市さくらバス・原ルートでダイヤ改正。
- 2022年（令和4年）
  - 4月1日
    - 廿日市さくらバス 宮内ルート・西循環の運行事業者が、広電バスから廿日市カープタクシーへ変更[11]。
    - 佐伯さくらバス、玖島花咲く館（旧・玖島小学校）に乗り入れ開始。
- 2023年（令和5年）
  - 12月1日：路線再編を実施。
    - 廿日市さくらバス 西循環線を、ダイヤ改正の上で阿品台ルートへ改称。広電バス阿品台線の減便に伴い、阿品台ルートが阿品台北へ乗り入れ開始。これにより、2020年3月29日から廃止されていたJR阿品駅から宮島街道を通るルートが再開。
    - 廿日市さくらバス 宮内ルートでダイヤ改正、ルート変更。広電バスの減便に伴い、四季が丘にも乗り入れを開始。
    - 廿日市さくらバス 原ルートでダイヤ改正、陽光台に乗り入れ開始。
    - 廿日市さくらバス 佐方ルートでダイヤ改正、JR廿日市駅北口乗り入れ開始。
    - 吉和さくらバスでダイヤ改正。
- 2025年（令和7年）
  - 2月1日：MOBIRY DAYSの利用開始
  - 3月29日：廿日市さくらバスでのPASPYの利用を終了

## 運賃・乗車券類
乗車方式は、中乗り前降り後払い（1ドア車もある）。均一運賃だが、後払いに統一されている。

### 運賃
- 運賃は均一制で、大人（中学生以上）150円、小児（小学生）100円、幼児（小学生未満）保護者1人につき1人まで無料、乳児（1歳未満）無料[12]。
- IC運賃（PASPY割引）があり、大人・小児運賃が各10円割引される[12]。
- 障害者割引があり、各種障害者手帳（身体障害者手帳、療育手帳、精神障害者保健福祉手帳）提示により、大人100円、小児50円に割引される[12]。

### ICカード
- 「廿日市さくらバス」では、運賃支払いに交通系ICカード「PASPY」が利用できる[12]。
  - 「廿日市さくらバス」では、2020年3月29日よりPASPYを導入、交通系ICカード全国相互利用サービスによりICOCAなども利用可能となった。「佐伯さくらバス」「吉和さくらバス」およびデマンドバスではPASPYは利用できない。
  - 「廿日市さくらバス」では、かつてはバスカードも利用可能であった。
- 2025年3月29日をもってPASPYのサービスが終了することから、2025年2月にMOBIRY DAYSを導入する予定で、既にPASPYを導入している「廿日市さくらバス」に加え、PASPYを導入していない「佐伯さくらバス」「吉和さくらバス」「おおのハートバス」にもMOBIRY DAYSの導入を予定する。これに伴い、交通系ICカード全国相互利用サービスに対応しなくなるが、将来再び対応させる（廿日市市は「ICOCAとの連携」と表現）ことも検討中とした[13]。

### 回数券
- 回数券は発売していない。かつては発売していたが、PASPY導入に伴い、2020年6月末をもって回数券の発売を終了した。
  - 廿日市さくらバスでは、2014年8月25日から利用促進のため「のりのりキャンペーン」を実施した。当時発売していた通常回数券の発売額は1,000円だが（額面1,100円）、通常回数券の表紙4枚を専用台紙に貼り付けて運転手に渡すと、特別回数券を500円（額面1,100円）で購入できるというもの。期間は当初2015年3月31日までとなっていたが、好評により期間が同年9月30日まで延長され、再度延長されて2016年9月30日まで継続された。キャンペーン期間終了後も同様の方式で特別ミックス回数券の販売は継続されていた。
- なお、おおのハートバスでは、PASPY導入後も回数券を発売している。

## 路線
年末年始(12月29日～1月3日)は宮内ルート・佐方ルートは運休。阿品台ルートと原ルートは土日祝ダイヤでの運行。吉和さくらバスは土日祝ダイヤ運行。佐伯さくらバス・デマンドは12月31日～1月3日が運休。

### 廿日市さくらバス
- 廿日市地区（旧廿日市市域）を運行エリアとする。阿品台ルート、宮内ルート、佐方ルート、原ルートの4路線がある。
- 運行開始の時点では、西循環線と東循環線・佐方ルートと東循環線・宮内ルートがあった。当初は「廿日市市役所」バス停（市役所正面玄関前）が起終点だったが、廿日市市役所前（平良）駅の整備事業（旧平良駅の現在地への移設、駅前ロータリーおよび進入路の整備）完成に伴い変更された。
- のちのダイヤ改正等により、便によって起終点が異なる運行形態に変更された。

#### 阿品台ルート（旧・西循環線）
西循環線を、阿品台エリアを中心としたルートに再編した路線。起終点は上りは阿品台北で、下りは広電阿品駅。一部の便は廿日市市役所前駅やJA広島総合病院を起終点とする。
- ルート (1)：平日2便、うち1便目はJA広島総合病院止まり、2便目は廿日市市役所前駅着。土日祝運休。
  - 廿日市市役所前駅  → あいプラザ → 廿日市市役所 → ゆめタウン廿日市 → 宮内分れ → JA広島総合病院 - → 宮内分かれ → スポーツセンター - → 中平良 → 陽光台中央 → 阿品台第三公園 → 陽光台四丁目 → 宮園二丁目 → 宮園八丁目 → 宮園西 → 宮園上東 → 宮園上北 → 宮園上 → 四季が丘一丁目 → 四季が丘中央 → 四季が丘南 →  四季が丘 → 四季が丘南口 → 佐原田 → 特別支援学校入口 → 日赤看護大学 → 阿品台一丁目 → 阿品台三丁目 → 阿品台四丁目 → 阿品台第六公園 → 廿日市西高校前 → ふじタウン北 → ふじタウン中 → ふじタウン南 → 広電阿品駅 → ナタリーマリナタウン → JR阿品駅 → 阿品東 → 地御前神社前 → 地御前 → JA広島総合病院 → 宮内分れ → ゆめタウン廿日市 → 廿日市市役所 → あいプラザ → 廿日市市役所前駅

- ルート (2) ：平日3便、うち1便目はJA広島総合病院発、2便目は廿日市市役所前駅発の四季が丘一丁目止まり。3便目はJR阿品駅発の四季が丘1丁目止まり。土日祝運休。
  - 廿日市市役所前駅 → あいプラザ → 廿日市市役所 → ゆめタウン廿日市 →宮内分れ →JA広島総合病院 → 地御前 →地御前神社前 → 阿品東 →JR阿品駅 →広電阿品駅 →ナタリーマリナタウン → ふじタウン南 → ふじタウン中 → ふじタウン北 → 廿日市西高校前 → 阿品台第六公園 → 阿品台四丁目 → 阿品台三丁目 → 阿品台一丁目 → 日赤看護大学 →特別支援学校入口 → 佐原田 → 四季が丘南口 → 四季が丘 → 四季が丘南 → 四季が丘中央 → 四季が丘一丁目 → 宮園上北 → 宮園上東 → 宮園西 → 宮園八丁目 → 宮園二丁目 → 陽光台四丁目 → 陽光台第三公園 → 陽光台中央 → 中平良 →スポーツセンター → ゆめタウン廿日市 → 廿日市市役所 → あいプラザ →廿日市市役所前駅

- ルート (3) ：平日3便、うち1便目は廿日市市役所前駅発、2便目以降はJR阿品駅発。土日祝7便、うち1便目と2便目は廿日市市役所前駅発、3便目以降はJR阿品駅発。
  - 廿日市市役所前駅 → あいプラザ → 廿日市市役所 → ゆめタウン廿日市 → 宮内分れ → JA広島総合病院 → 地御前 → 地御前神社前 → 阿品東 →JR阿品駅 → 広電阿品駅 → ナタリーマリナタウン → ふじタウン南 → ふじタウン中 → ふじタウン北 → 日市西高校前 → 阿品台第六公園 → 阿品台四丁目 → 阿品台三丁目 → 阿品台一丁目 → 日赤看護大学 → 阿品台東小学校 → 阿品台公園前 → 阿品北中央 → 阿品台北

- ルート (4) ：平日5便、うち1便目は廿日市市役所前駅着、2便目以降はJR阿品駅止まり。土日祝7便、1便目と2便目は廿日市市役所前駅着、3便目以降はJR阿品駅止まり。
  - 阿品台北 - 阿品台北中央 - 阿品台公園前 - 阿品台東小学校 - 日赤看護大学 - 阿品台一丁目 - 阿品台三丁目 - 阿品台四丁目 - 阿品台第六公園 - 廿日市西高校前 - ふじタウン北 - ふじタウン中 - ふじタウン南 - 広電阿品駅 - ナタリーマリナタウン - JR阿品駅 - 阿品東 - 地御前神社前 - 地御前 - JA広島総合病院 - 宮内分れ - ゆめタウン廿日市 - 廿日市市役所 - あいプラザ - 廿日市市役所前駅

#### 宮内ルート
旧・東循環線。廿日市市役所前駅を起終点とする便が多いが、JA広島総合病院や宮内串戸駅、四季が丘を起終点とする便もある。
- ルート (1) ：平日6便、うち1便目は廿日市市役所前駅発のJA広島総合病院着、2便目と4便目は廿日市市役所前駅発の宮内串戸駅止まり、3便目と6便目は宮内串戸駅発四季が丘止まり、5便目は宮内串戸駅発の宮内串戸駅止まり、土日祝は3便で宮内串戸駅止まり。
  - 廿日市市役所前駅 → あいプラザ → 廿日市市役所 → ゆめタウン廿日市 → 宮内串戸駅 → スポーツセンター → 中平良 → 陽光台中央 → 陽光台第三公園 → 陽光台四丁目 → 宮園二丁目 → 宮園八丁目 → 宮園西 → 宮園上 → 四季が丘一丁目 → 四季が丘中央 → 四季が丘南 → 四季が丘 → 四季が丘南口 → 佐原田 → 六本松南 → 野坂公園 →キラキラ公園 → 野坂中学校南 → 地御前三丁目 → 宮内串戸駅 → 宮内 → JA広島総合病院

- ルート (2) 平日2便土日祝1便・土日祝は宮内串戸駅止まり
  - 廿日市市役所前駅 →あいプラザ →廿日市市役所 →ゆめタウン廿日市 →宮内串戸駅 →スポーツセンター →峰高一丁目 →宮内一丁目 →宮内郵便局 →宮内農業 →六本松口 →六本松南 →野坂公園 →キラキラ公園 →野坂中学校南 →地御前三丁目 →宮内串戸駅 →宮内 →JA広島総合病院

- ルート (3) 平日土日祝共に1便)土日祝は宮内串戸駅止まり
  - 四季が丘 →四季が丘南 →四季が丘中央 →四季が丘一丁目 →宮園上 →宮園西 →宮園八丁目 →宮園二丁目 →陽光台四丁目 →陽光台第三公園 →陽光台中央 →中平良 →スポーツセンター →宮内串戸駅 →ゆめタウン廿日市 →廿日市市役所 →あいプラザ →廿日市市役所前駅

- ルート (4) 平日3便土日祝1便、内平日1便目は宮内串戸駅発、土日祝は宮内串戸駅発
  - JA広島総合病院 →宮内串戸駅 →宮内河本 →野坂中学校南 →キラキラ公園 →野坂公園 →六本松南 →六本松北 →六本松口 →宮内農協 →宮内郵便局 →宮内一丁目 →峰高一丁目 →中平良 →スポーツセンター →宮内串戸駅 →ゆめタウン廿日市 →あいプラザ →廿日市市役所前駅

- ルート (5) 土日祝のみ3便
  - 宮内串戸駅 →宮内河本 →野坂中学校南 →キラキラ公園 →野坂公園 →六本松南 →六本松北 →佐原田 →四季が丘南口 →四季が丘 →四季が丘南 →四季が丘中央 →四季が丘一丁目 → →宮園上 →宮園西 →宮園八丁目 →宮園二丁目 →陽光台四丁目 →陽光台第三公園 →陽光台中央 →中平良 →スポーツセンター →宮内串戸駅 →ゆめタウン廿日市 →廿日市市役所 →あいプラザ→廿日市市役所前駅

#### 佐方ルート
旧・東循環線佐方ルート。運行本数は平日8便・土日祝6便。月見台団地～緑ヶ丘入口の間は、広島市佐伯区にバス停が所在する。
- 廿日市市役所前駅 →あいプラザ →ゆめタウン廿日市 →廿日市市役所 →榎浦橋 →廿日市 →広電廿日市駅 →JR廿日市駅南口 →天神 →桜尾 →大東住宅前 →山陽女子大 →佐方保育園前 →佐方下 →佐方中 →佐方 →佐方上 →月見台団地 →緑ヶ丘団地口→屋代 →緑ヶ丘入口 →佐方四丁目東 →佐方四丁目 →JR廿日市駅北口 →山陽女子大駅北 →山陽女子大前 →桜尾 →廿日市 →市民活動センター →ゆめタウン廿日市 →廿日市市役所 →あいプラザ →廿日市市役所前駅

#### 原ルート
運行本数は平日9便・土日祝8便。上り3便目～6便目は陽光台経由（上りの陽光台経由は-堂河内の停車なし）、下りは2～8便目が陽光台経由。上り1便目と7便目～9便目はJR廿日市駅止まり。上り3便目と5便目は上川末発。下りは4便目のみ上川末着。下り1便目と7便目と9便目はJR廿日市駅発。
- (上川末) →川末 →下川末 → 一景苑 →原車庫 →原小学校上 →原小学校前 →半明原橋 →原市民センター →原住宅入口 →河野原 →下大島 →西蓮寺 →速谷神社 →堂河内(陽光台第三公園 - 陽光台中央) →中平良 →スポーツセンター →平良大橋 →JR廿日市駅北口 →平良大橋 →ゆめタウン廿日市 →廿日市市役所 →あいプラザ →廿日市市役所前駅

### 佐伯さくらバス
佐伯地区を運行エリアとする。玖島線、浅原線の2路線がある。

#### 玖島線
2019年1月27日に広電バスから移管された。一部の便を除き、友和学校バス停で広電バスとの接続が取られている。
2022年4月1日から、玖島花咲く館(旧・玖島小学校)に乗り入れを開始した。
| ルート | 備考                                                                                            |
| --- | ----------------------------------------------------------------------------------------------- |
| 津田 - 佐伯支所 - さいき文化センター - 十王堂 - 佐伯中学校前 - 玖波分れ - 友和郵便局 - 友和学校 - ［友和学校ロータリー］ - 玖島分れ - 玖島 - 玖島花咲く館                       | 友和学校ロータリーは、津田行きの一部の便のみ停車                                                |
| 津田 → 佐伯支所 → さいき文化センター → 十王堂 → 佐伯中学校前 → 玖波分れ → 友和郵便局 → 友和学校 → 玖島分れ → 玖島 → 玖島花咲く館 （→ 上大沢口 → 玖島 → 玖島川上 → 平谷 → 玖島） | 日曜・祝日は運休 （）内は、玖島花咲く館着の時点で利用者が乗車している場合のみ降車専用として運行 |
| 友和学校ロータリー → 玖島分れ → 玖島 → 玖島花咲く館（→ 上大沢口 → 玖島 → 玖島川上 → 平谷 → 玖島）                                                                               | 日曜・祝日は運休 （）内は、玖島花咲く館着の時点で利用者が乗車している場合のみ降車専用として運行 |
| 玖島花咲く館 → 玖島 → 玖島分れ → 友和学校ロータリー | 土曜・日曜・祝日は運休                                                                          |
| （玖島 → 玖島川上 → 平谷 → 玖島 → 上大沢口 →）玖島花咲く館 → 玖島 → 玖島分れ → 友和学校 → 友和郵便局 → 玖波分れ → 佐伯中学校前 → 十王堂 → さいき文化センター → 佐伯支所 → 津田  | 日曜・祝日は運休 （）内は乗車専用として運行                                                     |

#### 浅原線
- （佐伯中学校前 - 十王堂 -） さいき文化センター - 佐伯支所 - 津田 - 浅原
  - 佐伯中学校前 - さいき文化センター間は廿日市市立佐伯中学校の休校日は運休。
  - さいき文化センターバス停で広電バスとの接続が取られている。

### 佐伯デマンドバス
- 利用するにあたって、事前に登録が必要となる。所定の用紙に住所、名前、連絡先などを記入し、佐伯支所や廿日市市の都市計画課に提出するか、郵送・FAXで提出する(利用対象地区内在住者の場合)。乗車した車内で備え付けの用紙に記入し、提出することも可能。
- 利用の際は、電話やFAXで予約する。
- 全便、祝日・年末年始運休。

| 路線         | ルート                                                                                              | 運行曜日 | 運行曜日 | 運行曜日 | 運行曜日 | 運行曜日 | 運行曜日 | 備考                                |
| 路線         | ルート                                                                                              | 月       | 火       | 水       | 木       | 金       | 土       | 備考                                |
| ------------ | --------------------------------------------------------------------------------------------------- | -------- | -------- | -------- | -------- | -------- | -------- | ----------------------------------- |
| 玖島・友和線 | 玖島 - 川上・平谷・大沢 - 玖島 - 光ヶ丘・本谷・乙丸 - 玖島分れ - 十王堂 - 津田                      | ○        |          | ○        |          | ○        |          | 下り4便目は玖島行き                 |
| 所山線       | 大虫 - 助藤 - 所山 - さいき文化センター - 十王堂 ( - マックスバリュ佐伯店)                          |          | ○        |          | ○        |          | ○        | マックスバリュ佐伯店発着は1往復のみ |
| 浅原線       | 冷川 - 猪迫 - 成ヶ原 - 小田原 - 市野 - 浅原 - さいき文化センター - 十王堂 ( - マックスバリュ佐伯店) |          | ○        |          | ○        | ○        | ○        | マックスバリュ佐伯店発着は1往復のみ |
| 飯山・中道線 | 飯山 - 中道 - 津田 - 十王堂 ( - マックスバリュ佐伯店)                                               | ○        |          | ○        |          |          |          |                                     |

### 吉和さくらバス
2019年1月27日に、広電バスから移管された。
- （佐伯中学校前 - 十王堂 -） さいき文化センター - 佐伯支所 - 津田 - 上栗栖 - 羅漢温泉 - ≪飯山集会所/飯山≫ - 吉和福祉センター - 吉和支所 - 駄荷 - 吉和車庫 - 吉和福祉センター
  - 通常は飯山集会所（市道）経由だが、積雪により通行が困難な場合は飯山（国道186号）経由で運行する。
  - 佐伯中学校前 - さいき文化センター間は土曜・日曜・祝日運休。

### 吉和デマンドバス
- 吉和地区在住者が事前に登録して、利用の際に電話等で予約する形態である。それ以外の者が利用する場合は、乗車した車内で所定の用紙に住所、名前、連絡先などの記入が必要となる。
- 吉和支所発着で、吉和地域全域を運行する。全便祝日運休。

## 車両
2022年4月現在。

### 廿日市さくらバス
- 宮内ルート、阿品台ルートの運行は廿日市カープタクシーが担当。計3台（うち1台は予備車）
  - 日野・ポンチョ（1ドアショートボディ・ノンステップ）：2台
  - 日野・レインボーHR（観光マスク、ノンステップ）：1台

- 佐方ルート、原ルートの運行は廿日市交通が担当。計3台（うち1台は予備車）
  - 日野・ポンチョ（1ドアロングボディ・ノンステップ）：1台
  - 日野・ポンチョ（1ドアショートボディ・ノンステップ）：2台

### 佐伯さくらバス
運行は玖島線を佐伯交通が、浅原線を津田交通が担当。
- 日野・ポンチョ（1ドアショートボディ・ノンステップ）
- 三菱ふそう・エアロミディMJ

### 佐伯デマンドバス
運行は佐伯交通が担当。
- トヨタ・ハイエース

### 吉和さくらバス
運行は津田交通が担当。
- 日野・ポンチョ（1ドアロングボディ・ノンステップ）

### 吉和デマンドバス
運行は津田交通が担当。
- トヨタ・ハイエース